# سالار جاف
سالار جاف (زاده ۱۳۱۹ در کلار کردستان عراق – درگذشته ۱۴ اسفند ۱۳۵۷در تهران) نماینده دوره ۲۴ مجلس شورای ملی از حوزه انتخابیه پاوه و اورامانات از استان کرمانشاه بود. وی سه هفته پس از پیروزی انقلاب «مفسد فی الارض» تشخیص داده‌شد و ۱۴ اسفند ۱۳۵۷ در زندان قصر تهران اعدام گردید.

## زندگی‌نامه
سالار جاف در زمستان سال ۱۳۱۹ در روستای کلار در سواحل رود سیروان (به عربی:دیاله) در کردستان عراق زاده شد. مادرش خاور، همسر داود بیگ رئیس ایل جاف بود. سالار تحصیلات ابتدایی خود را در کلار و سپس کفری گذرانید و چند سال نیز در آنجا ماند و عربی را به خوبی آموخت. سپس برای اتمام دورهٔ متوسطه و پایان تحصیلات به شهر خانقین رفت. او در طول اقامت خود در خانقین با وجود سن کم سخنگو و نمایندهٔ دانش آموزان مدارس متوسطه در این شهر کوچک بود.

### مهاجرت
کودتای ضدسلطنتی عراق توسط ژنرال عبدالکریم قاسم در روز ۲۳ تیر ۱۳۳۷ (۱۴ ژوئیه ۱۹۵۸) به حیات رژیم پادشاهی فیصل دوم در عراق خاتمه داد، در این میان احزاب و گروه‌های مختلف سیاسی چپ و راست تلاش می‌کردند تا ضمن فراگیری و گسترش حزبشان در کشور، اعضاء خود را نیز افزایش دهند؛ و سالار هم به جهت نفوذ خانوادگی‌اش در این میان مستثنی نبود، آنها سعی داشتند که او را به سمت خود بکشند. اما دوراندیشی وی باعث شد که به این درخواست‌ها تن نداده و ضمن چشم پوشی از وعده‌های آنها؛ دوستی و اعتماد هر دو گروه را کماکان حفظ کند.

شرایط نامشخص و ناامنی در عراق باعث گردید که داوود بیگ رهبر قبیله جاف، (پدر سالار) که در آن زمان عضو پارلمان عراق و چهره‌ای مشهور بود تصمیم به ترک کشور گرفته و در راستای عملی ساختن آن تصمیم به گرمی مورد استقبال محمدرضا شاه، پادشاه ایران قرار گرفت؛ لذا سالار در سال ۱۹۵۹ عراق را ترک کرد و ایران را برای اقامت خود انتخاب کرد. او زبان فارسی را فرا گرفت و تحصیلات خود را در شهر کرمانشاه از سر گرفت.

### تلاش‌های قومی
او در سفر و بازدید از مناطقی که قبیله جاف در ایران ساکن بودند، دستیار و همراه پدرش بود و در متحد کردن اقوام و خانواده‌های مختلف قبیله نقش بسزایی ایفا کرد و پس از پدر، مرد دوم شد. وی در زمینهٔ رفع مشکلات بزرگ و کوچک یا کمک به نیازمندان از هیچ تلاشی دریغ نکرد و در زمینهٔ راه اندازی و معرفی جنبش احزاب کرد در دههٔ شصت میلادی در کردستان عراق، سالار اولین نفری بود که با جمع‌آوری دارو و اسلحه برای پیشمرگه‌ها (شبه نظامیان کرد)، و آوردن خبرنگاران خارجی به کردستان عراق باعث شناخت جامعهٔ جهانی با مردمی که برای آزادی و عزت نفس خود رنج برده و می‌جنگند و در این راه خود را در معرض خطر قرار می‌دهد گردید.
سالار برای همراهی با پدر بیمار خود در راه پایتخت، کرمانشاه را ترک کرد. او در تهران، به دامنهٔ وسیعی از آشنایی با مقامات و افراد برجسته ایرانی و ادامهٔ فعالیت‌های سیاسی پدرش پس از مرگ وی دست یافت.

## فعالیت‌های اقتصادی
او فعالیت‌هایش را با سرمایه‌گذاری‌های کشاورزی و تجاری آغاز کرد و در این راه با خرید زمین‌های زراعی در شمال غربی تهران در منطقه خرم دره (دره سبز)، با برادران خود مزرعه عظیمی را با استفاده از روش‌های نوین کشاورزی تأسیس کرد که پس از گذشت چند سال به مدل بهترین مزرعه مدرن کشور تبدیل شد. به گونه‌ای که وزارت کشاورزی، هیئت‌هایی خارجی را به کشور دعوت کرد تا میزان پیشرفت کشاورزی در ایران را به آنان نشان دهند. این مجموعه شامل:
یک مرکز تولید شیر با ۱۰٬۰۰۰ گاو و ۱۰٬۰۰۰ گوسفند؛ مزرعهٔ سیب ۵۰۰ دونومی (دونوم = ۲۵۰۰ مترمربع)، یک تاکستان ۶۰۰ دونومی، همراه با مزارع و کارگاه‌های تولید و توسعهٔ محصولات فصلی و خوراک دام.
علاوه بر این سرمایه‌گذاری‌های گسترده، برادران جاف در این منطقه شهری توریستی را بنا نهادند که به دلیل زیبایی طبیعی و دلپذیری آب و هوایش شهرت داشت. در کنار این موارد یک مرکز صنعتی متشکل از تأسیسات عظیم سردخانه، کارخانهٔ در و پنجره‌های آلومینیومی و کارخانهٔ کفش نیز تأسیس شد. تمامی این مراکز صنعتی و کشاورزی نمایشی از نوسازی ایران مدرن شدند.

## فعالیت‌های سیاسی
به موازات تمامی فعالیت‌های اقتصادی، سالار جاف با جدیت وارد عرصهٔ سیاسی شد و همین امر سبب گردید که احزاب موجود برای جلب وی در جهت پیوستن به صفوفشان به رقابت بپردازند. اما او اعلام کرد که از حقوق اقوام مختلف ایران دفاع می‌کند، و در این راه به حزب پان ایرانیست پیوست و عضو فعال آن شد. پس از مدتی از حزب پان ایرانیست جدا شد و وارد حزب ایران نوین شد و در مدت کوتاهی به عنوان مسئول کلیهٔ ایلات ایرانی این حزب انتخاب شد. او سپس بعنوان نمایندهٔ استان کرمانشاه در منطقه پاوه و اورامانات در بیست و چهارمین دورهٔ مجلس شورای ملی انتخاب و در دفاع از منافع شهروندان حوزه انتخابیه خود در مجلس به شدت تلاش نمود.

## دستگیری و اعدام
سالار جاف در رابطه با تظاهراتی که به حمایت از شاه در بسیاری از شهرهای استان کرمانشاه ترتیب داده بود و در آخرین روزهای این تظاهرات، (هفتم آبان ۱۳۵۷) در پی درگیری‌های ایجادشده در شهر پاوه تعدادی از مخالفین و هفت نفر از تظاهرکنندگان کشته شده بودند روز ۱۳ آبان ۱۳۵۷ به اتهام «شرکت در قتل و کشتار مردم بی‌گناه» به صورت موقت در مجلس شورای ملی زندانی گردید.و روز پس از پیروزی انقلاب (۲۳ بهمن ۱۳۵۷) که مجلس سقوط نموده و در اختیار انقلابیون قرارگرفت؛ سالار جاف هم از مجلس شورای ملی به ستاد دولت موقت تحویل داده شد.

روزنامه کیهان به‌تاریخ ۲۴ بهمن ۱۳۵۷ گزارش داد که جاف به اتهام «براه انداختن چماقداران در منطقه جوانرود و پاوه و حملهٔ افراد او به مردم و کشته شدن عده‌ای بیگناه» بازداشت شده‌است. بر اساس گزارش دادگاه انقلاب اسلامی ایران؛ رسیدگی و شور دربارهٔ پروندهٔ سالار جاف، ۹ ساعت به طول انجامید و وی «مفسد فی الارض» تشخیص داده‌شد.
حکم اعدام سالار جاف در ساعت ۵ صبح ۱۴ اسفند ۱۳۵۷ صادر شد و بلافاصله وی در زندان قصر تهران تیرباران گردید.